# Vlado Began
Vlado Began, slovenski odvetnik
Je eden najbolj vidnih pripadnikov verske skupnosti Univerzalno življenje v Sloveniji.
Svojo versko skupnost je zastopal na posvetih predstavnikov verskih skupnosti pri uradu za verske skupnosti vlade Republike Slovenije. Na 38. posvetu predstavnikov verskih skupnosti 24.10.2005 je podprl t. i. Koselj-Guličev zakonski predlog o verski svobodi , ki je bil dvakrat vložen in dvakrat zavrnjen.

### Odnos s Katoliško cerkvijo
Began je bil eden izmed zasebnih tožnikov, ki so na celjskem okrožnem sodišču urednika Radia Ognjišče Franca Trstenjaka tožili zaradi razžalitve v radijski oddaji, v kateri je Trstenjak skupaj z gostom dr. Dragom Ocvirkom komentiral njihove članke v časopisu Razmisli. Trstenjakovi ostri komentarji so bili odgovor na pisanje časopisa Društva za zaščito ustave in žrtev cerkve in na početje verske skupnosti Univerzalno življenje. Sodnica Ingrid Lešnik je 7.5.2014 Trstenjaka oprostila vseh obtožb z besedami: »Besede, izrečene v radijski oddaji, so sicer bile žaljive, vendar način izražanja v sporni oddaji ni izkazoval namena zaničevanja.«
Kot pravni zastopnik Koalicije za ločitev države in cerkve je Began leta 2013 javno pojasnjeval njeno peticijo za popolno obdavčitev Katoliške Cerkve: 
»Katoliška cerkev ima davčne privilegije, za katere menimo, da je pravi čas, da se odpravijo. Oproščena je plačila za maše, pogrebe in druge verske storitve. Ne plačuje nadomestila za uporabo stavbnega zemljišča, torej za župnišča, tudi nepridobitna dejavnost cerkvenih oseb ni obdavčena.«
V publikaciji Koalicije za ločitev države in cerkve z naslovom Država v korist cerkve krši ustavno načelo ločitve države in cerkve je Began leta 2015 zapisal:
»Katoliška cerkev je organizacija, ki je proti mnogim človekovim pravicam, ki jih priznava slovenska ustava, Tako ne priznava pravice do življenja, saj njena bibilija predvideva smrtno kazen za večje število moralnih prekrškov. Še sedaj je treba pobiti homoseksualce, prešuštnike, otroke, ki udarijo starše, sinove, ki staršev ne poslušajo, tiste, ki ne poslušajo duhovnika ...«
Revija Mladina je 11.12.2015 objavila pismo Vlada Begana o posledicah teroroističnih napadov v Parizu, v katerem Began katoličanom in protestantom odreka naziv "kristjan", ki po učenju verske skupnosti Univerzalno življenje ne pripada nikomur razen pripadnikom Univerzalnega življenja:
Papež Ratzinger je leta 2006 javno označil islam za zlo in zlo je treba po katoliškem nauku odstraniti – tudi z vojno. Papež je očitno še enkrat pokazal pot »krščanskemu« zahodu. Po njej hodijo katoliki, protestanti … in politiki žrtvujoč celo lastne državljane. Seveda pa ta pot s tistimi, ki sledijo Kristusu, torej kristjani, nima nobene zveze.